# Lijst van voormalige gemeenten in Limburg (Nederland)
Dit is een lijst met voormalige Nederlands-Limburgse gemeenten.
Als het grondgebied van een opgeheven gemeente over meerdere gemeenten is verdeeld, is het grootste deel bij de eerstgenoemde ontvangende gemeente gevoegd. Grenscorrecties tussen gehandhaafde gemeenten zijn niet in de lijst opgenomen. Vóór 1830 kan de informatie onvolledig zijn.
*: nieuwe gemeente

## 2019
- Nuth > Beekdaelen*
- Onderbanken > Beekdaelen*
- Schinnen > Beekdaelen*

## 2011
- Eijsden > Eijsden-Margraten*
- Margraten > Eijsden-Margraten*

## 2010
- Arcen en Velden > Venlo
- Helden > Peel en Maas*
- Kessel > Peel en Maas*
- Maasbree > Peel en Maas*
- Meerlo-Wanssum > Horst aan de Maas en Venray
- Meijel > Peel en Maas*
- Sevenum > Horst aan de Maas

## 2007
- Ambt Montfort > Roerdalen
- Haelen > Leudal*
- Heel > Maasgouw*
- Heythuysen > Leudal*
- Hunsel > Leudal*
- Maasbracht > Maasgouw*
- Roggel en Neer > Leudal*
- Swalmen > Roermond
- Thorn > Maasgouw*

## 2003
- Echt > Echt-Susteren*
- Susteren > Echt-Susteren*

## 2001
- Belfeld > Venlo
- Born > Sittard-Geleen*
- Broekhuizen > Horst aan de Maas*
- Geleen > Sittard-Geleen*
- Grubbenvorst > Horst aan de Maas*
- Horst > Horst aan de Maas*
- Sittard > Sittard-Geleen*
- Tegelen > Venlo

## 1999
- Gulpen > Gulpen-Wittem*
- Wittem > Gulpen-Wittem*

## 1998
- Stramproy > Weert

## 1994
- Posterholt > Ambt Montfort* (naamswijziging)

## 1993
- Melick en Herkenbosch > Roerdalen (naamswijziging)
- Roggel > Roggel en Neer (naamswijziging)

## 1991
- Baexem > Heythuysen
- Beegden > Heel*
- Grathem > Heythuysen
- Heel en Panheel > Heel*
- Herten > Roermond
- Horn > Haelen
- Linne > Maasbracht en Posterholt
- Montfort > Posterholt
- Neer > Roggel
- Ohé en Laak > Maasbracht
- Sint Odiliënberg > Posterholt
- Stevensweert > Maasbracht
- Vlodrop > Melick en Herkenbosch
- Wessem > Heel*

## 1982
- Amstenrade > Schinnen
- Bemelen > Margraten
- Berg en Terblijt > Valkenburg aan de Geul*
- Bingelrade > Onderbanken*
- Bocholtz > Simpelveld
- Bunde > Meerssen
- Cadier en Keer > Margraten
- Elsloo > Stein
- Eijgelshoven > Kerkrade
- Geulle > Meerssen
- Grevenbicht > Born
- Gronsveld > Eijsden
- Hoensbroek > Heerlen
- Hulsberg > Nuth en Valkenburg aan de Geul*
- Jabeek > Onderbanken*
- Klimmen > Voerendaal
- Limbricht > Sittard
- Merkelbeek > Onderbanken*
- Mheer > Margraten
- Munstergeleen > Sittard
- Nieuwenhagen > Landgraaf*
- Nieuwstadt > Susteren
- Noorbeek > Margraten
- Obbicht en Papenhoven > Born
- Oirsbeek > Schinnen
- Roosteren > Susteren
- Schaesberg > Landgraaf*
- Schimmert > Nuth
- Schinveld > Onderbanken* (naamswijziging)
- Sint Geertruid > Margraten
- Slenaken > Wittem
- Spaubeek > Beek
- Ubach over Worms > Landgraaf*
- Ulestraten > Meerssen
- Urmond > Stein
- Valkenburg-Houthem > Valkenburg aan de Geul*
- Wijlre > Gulpen
- Wijnandsrade > Nuth

## 1973
- Ottersum > Gennep

## 1970
- Amby > Maastricht en Meerssen
- Borgharen > Maastricht
- Heer > Maastricht
- Itteren > Maastricht

## 1969
- Meerlo > Meerlo-Wanssum*
- Wanssum > Meerlo-Wanssum*

## 1959
- Maasniel > Roermond

## 1943
- Mesch > Eijsden
- Rijckholt > Gronsveld

## 1942
- Broeksittard > Sittard
- Buggenum > Haelen
- Ittervoort > Hunsel
- Neeritter > Hunsel
- Nunhem > Haelen

## 1940
- Blerick (gemeente Maasbree) > Venlo
- Houthem > Valkenburg-Houthem*
- Oud-Valkenburg > Valkenburg-Houthem*
- Schin op Geul > Valkenburg-Houthem*
- Valkenburg > Valkenburg-Houthem*

## 1920
- Oud-Vroenhoven > Maastricht
- Sint Pieter > Maastricht

## 1887
- Rimburg > Ubach over Worms

## 1879
- Strucht > Schin op Geul

## 1839
- Creatie van de gemeente Oud-Vroenhoven

## 1834
- Horst > Horst* en Sevenum*

## 1828
- Breust > Eijsden en Sint-Geertruid*
- Cadier > Cadier en Keer*
- Heer en Keer: Keer > Cadier en Keer* en Heer > Heer*
- Oost > Eijsden
- Creatie van de gemeente Sint-Geertruid* uit delen van de gehandhaafde gemeente Eijsden en de opgeheven gemeente Breust

## 1821
- Vaesrade > Nuth en Hoensbroek
- Pol en Panheel: Panheel > Heel en Panheel* en Pol > Wessem
- Heel > Heel en Panheel*

## 1816
- Velden > Arcen en Velden (naamswijziging)

## 1800
- Oirlo > Venray